# ThunderCats Roar
ThunderCats Roar was een Amerikaanse animatieserie, geproduceerd door Warner Bros. Animation voor Cartoon Network.

## Geschiedenis
De eerste aflevering werd op 22 februari 2020 uitgezonden. Het was de derde televisieserie in de ThunderCats-franchise en het eerste eigen werk van Jules Bass zonder zijn partner Arthur Rankin jr., die op 30 januari 2014 was overleden. Het uitgangspunt van de show was vergelijkbaar met de oorspronkelijke serie: de ThunderCats moesten ontsnappen uit hun stervende thuiswereld Thundera, een noodlanding maken op Third Earth en het opnemen tegen verschillende schurken onder leiding van de kwaadaardige opperheer Mummra. Net als Teen Titans Go! had ThunderCats Roar een luchtigere, komische toon dan de eerdere series.
Het eerste seizoen eindigde op 5 december 2020, waarna de serie werd geannuleerd. Op 25 oktober 2022 overleed maker Jules Bass. ThunderCats Roar was het laatste werk dat hij maakte.

## Ontvangst
ThunderCats Roar werd niet goed ontvangen door zowel fans van de oorspronkelijke serie als de meeste critici. Reuben Baron van Comic Book Resources was echter wel te spreken over de serie.